# Филины
Филины (лат. Bubo) — род птиц семейства совиных.

## Описание
Крупные совы с хорошо развитыми перьевыми ушками и относительно слаборазвитым лицевым диском. В сравнении с другими крупными совами имеют относительно самые большие и сильные лапы и когти,  крылья же сравнительно невелики или среднего размера. Присутствует обратный половой диморфизм (самки крупнее самцов). Оперение большинства видов неяркое, с разнообразным рисунком, придающим ему криптическую (маскирующую) окраску. Окраска радужины глаз от тёмной до жёлтой. Обитают на всех континентах кроме Австралии, наиболее разнообразны по числу видов и многочисленны в Африке. В основном оседлые птицы, иногда совершают сезонные кочёвки.

## Виды
В состав рода включают 10 видов:
- Bubo scandiacus — Белая сова, или Полярная сова
- Bubo virginianus — Виргинский филин
- Bubo magellanicus — Магелланов филин
- Bubo bubo — Филин
- Bubo bengalensis — Бенгальский филин
- Bubo ascalaphus — Пустынный филин, или фараонов филин
- Bubo capensis — Капский филин
- Bubo milesi
- Bubo cinerascens
- Bubo africanus — Африканский филин, или пятнистый филин

## Галерея

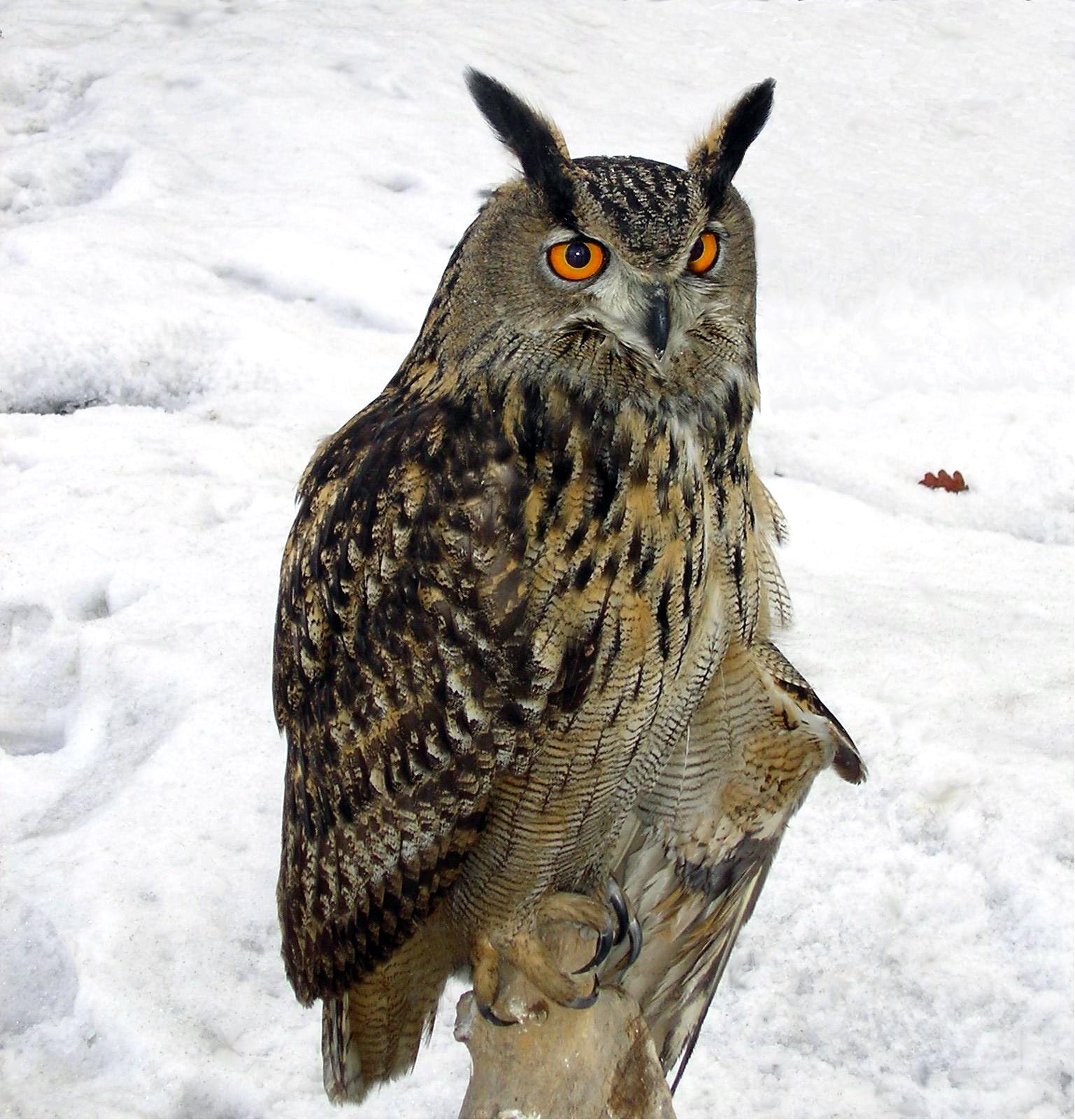
Филин
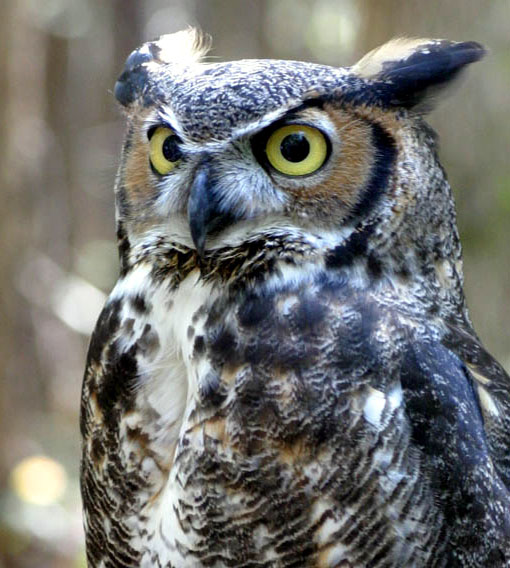
Виргинский филин
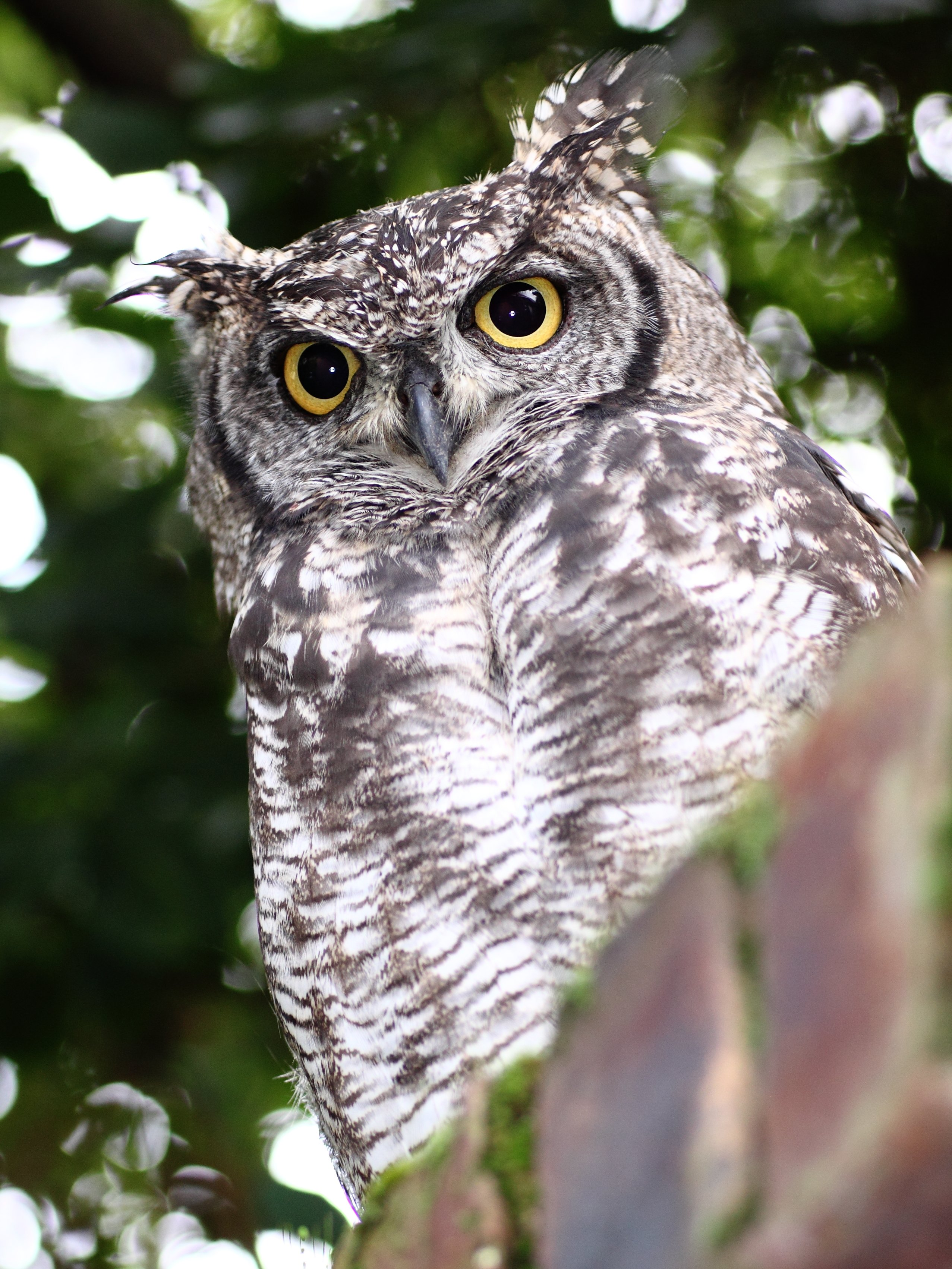
Африканский филин
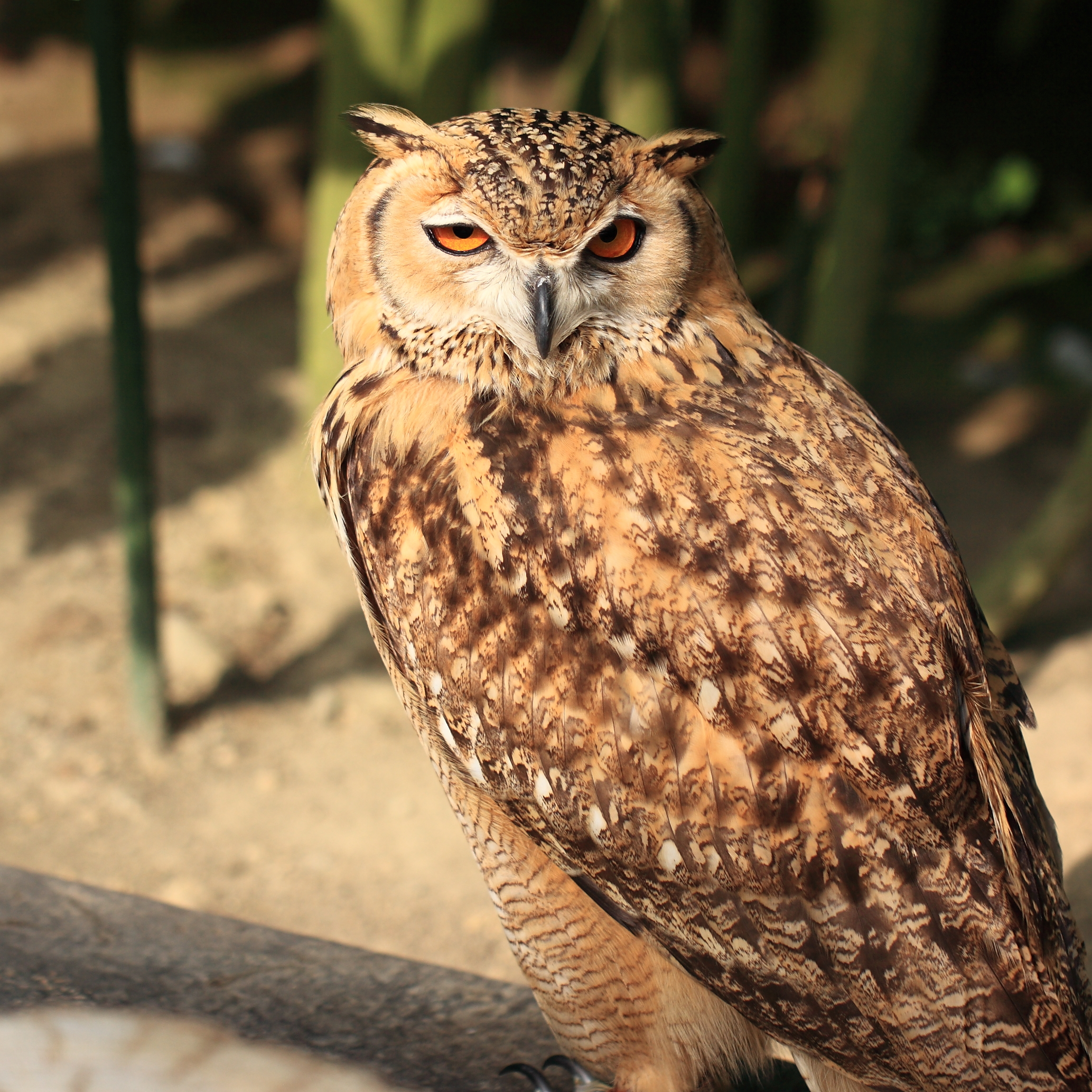
Фараонов филин
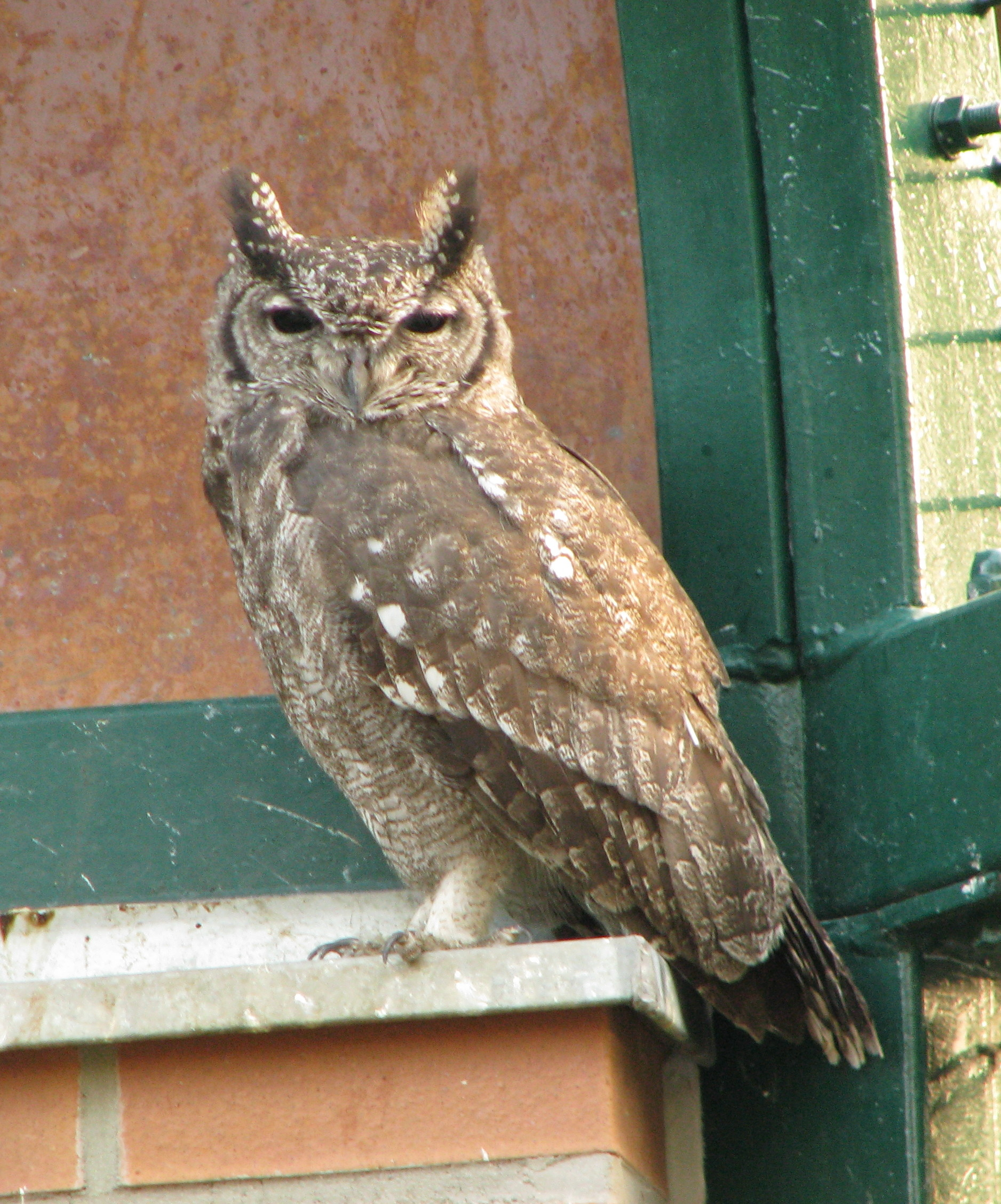
Абиссинский филин
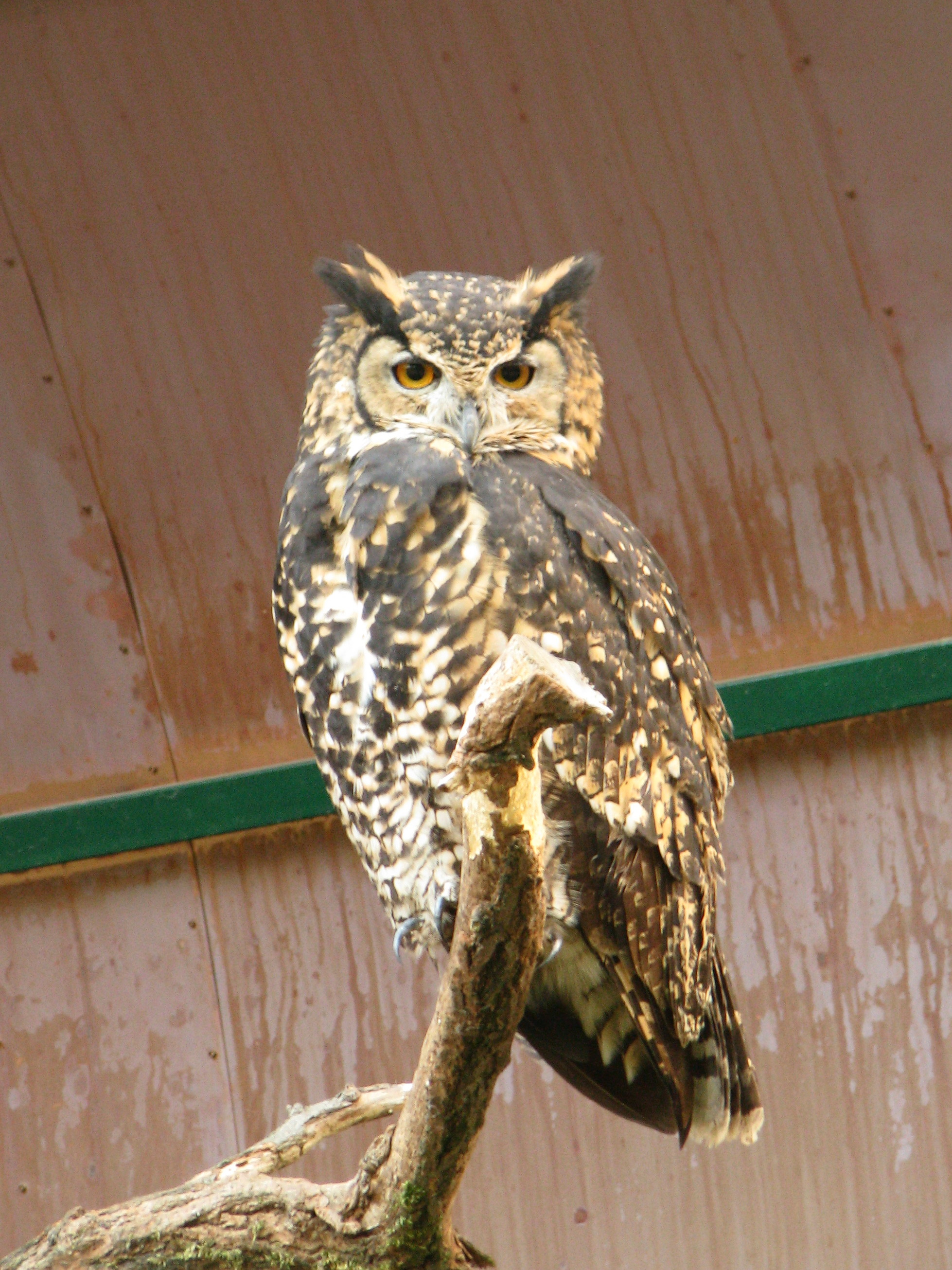
Капский филин
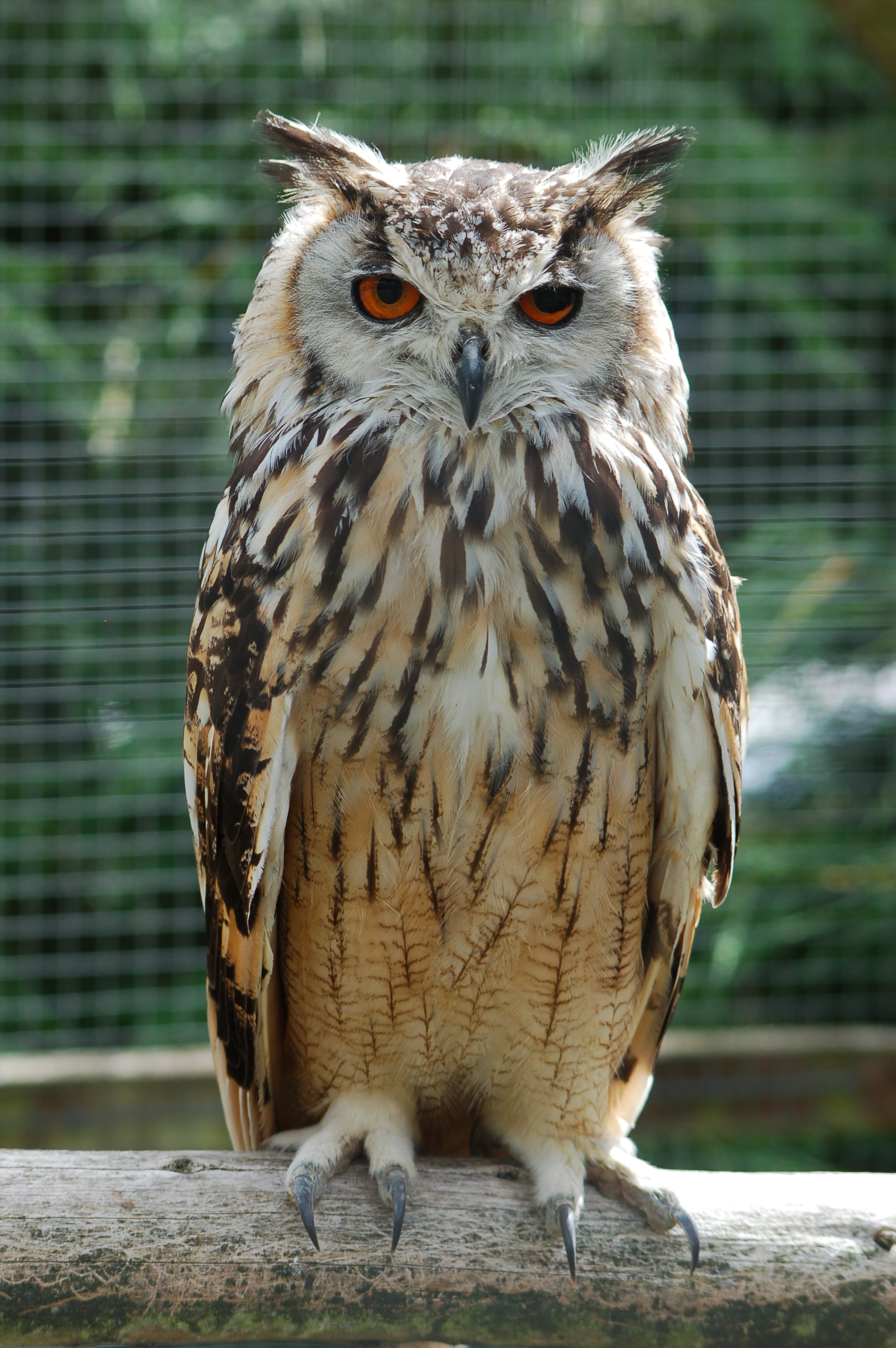
Бенгальский филин
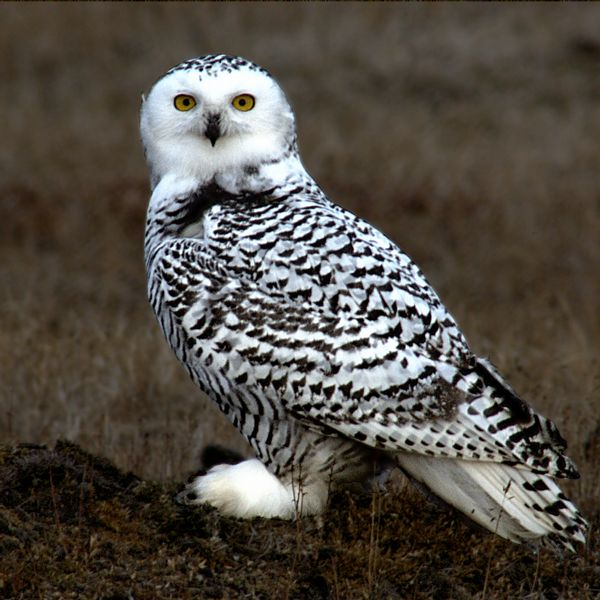
Полярная сова